# Shahid Mahdavi

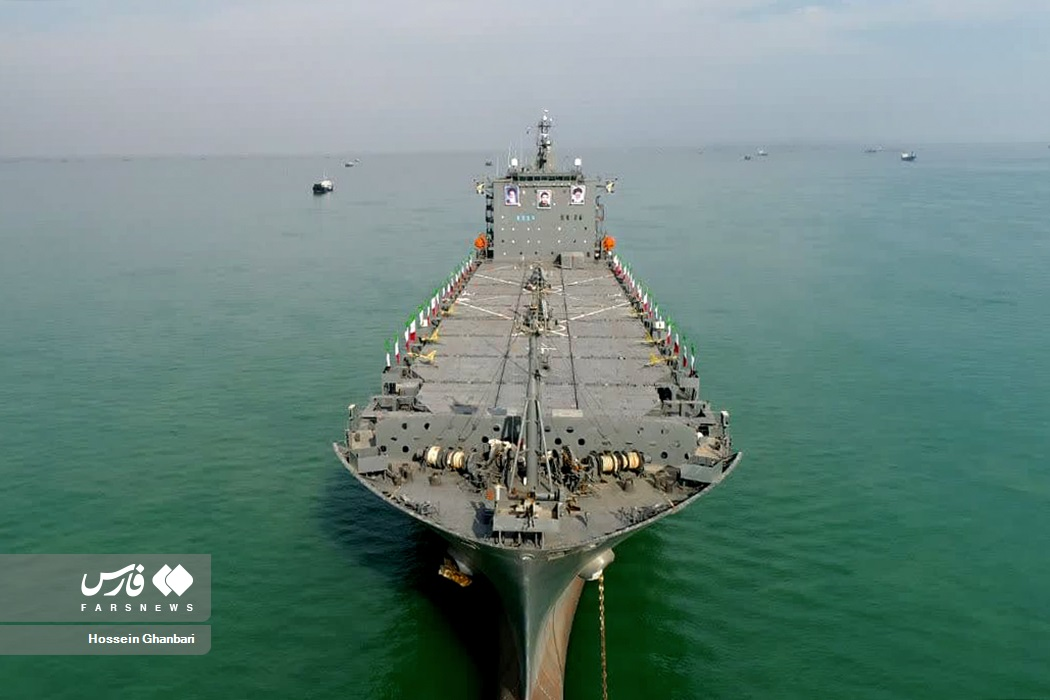
Shahid Mahdavi 2023

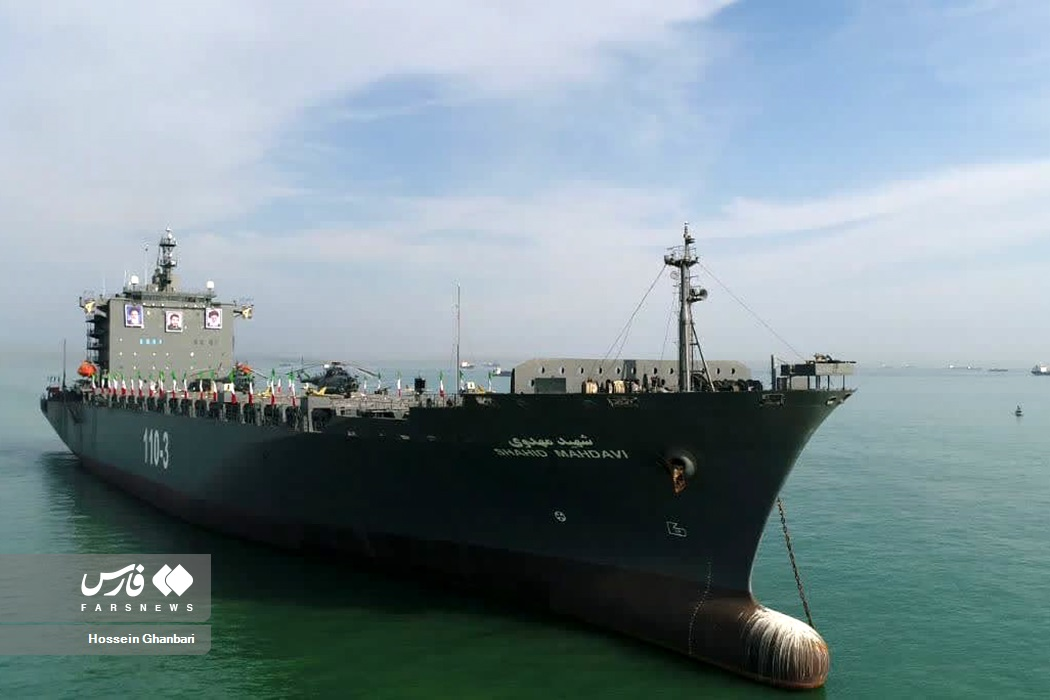
Shahid Mahdavi

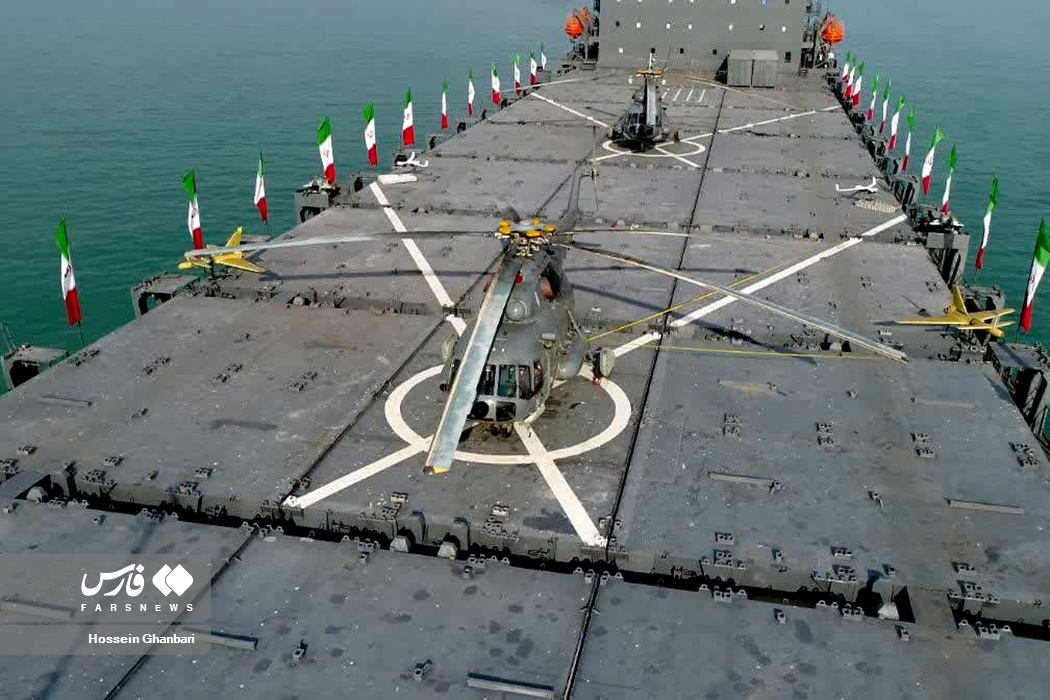
Zwei Mil Mi-8 an Bord der Shahid Mahdavi

Die Shahid Mahdavi ist ein zum Kriegsschiff umgebautes Containerschiff der Marine der Islamischen Revolutionsgarde (IRGCN), das Hubschrauber, Raketen und Drohnen tragen kann. Gemäß den Namensgebungskonventionen der IRGCN wurde sie nach Nader Mahdawi benannt, einem Märtyrer (Shahid) und Marinekommandanten der IRGCN, der 1987 bei einem Gefecht mit der US-Navy im Persischen Golf starb.

## Schiffsdaten
Bei 240 Metern Länge, einer Breite von 32 Metern und einem Tiefgang von knapp 12 Metern kam das Schiff auf eine Verdrängung von 36.000 long tons bzw. 40.000 short tons. Der Antrieb ist von MAN B&W mit einer Gesamtleistung 29.000 KW. Die Reichweite soll 18.000 Seemeilen betragen. Die Höchstgeschwindigkeit soll 18 Knoten betragen. Es kann 41 Tonnen Fracht transportieren.
Es ist mit einer 23-mm-Flugabwehrkanone SU-23 und mehreren schweren Maschinengewehren ausgestattet. Das Schiff kann Hubschrauber und verschiedene Waffen an Deck tragen, darunter Drohnen und Raketen. Sie ist mit einem 3D Phased-Array-Radar, Seezielflugkörpern und elektronischen Kriegsführungssystemen ausgestattet. Das Schiff fungiert als Mutterschiff für kleinere Schiffe sowie als Plattform für Drohnen (UAV). Auf Aufnahmen bei der Inbetriebnahme waren ein Bell 412-Hubschrauber, vier Schnellboote, sechs Ababil-2-Drohnen, eine Sevom Khordad Flugabwehrrakenten-Abschussvorrichtung und acht Anti-Schiffs-Marschflugkörper in vier Doppelcontainer-Abschussvorrichtungen (möglicherweise vom Typ Ghader oder Ghadir) auf ihrem Deck zu sehen. Später trug es zwei Mi-17 Hubschrauber.
An Bord befinden sich Shahed 136 Drohnen, die in der Vergangenheit für eine Reihe von Angriffen auf Handelsschiffe im Nahen Osten verantwortlich sind. Die Shahid Mahdavi, sowie die ähnliche  Shahid Roudaki der IRGCN, können mit ballistischen Raketenstartbehältern für Fateh-110- oder Dezful-Raketen bewaffnet werden.

## Geschichte
Das Schiff wurde 2000 bei Hyundai Heavy Industries in Ulsan in Südkorea als Containerschiff gebaut und auf den Namen Iran Isfahan getauft. In den folgenden Jahren führte es die Namen Sarita, Dandle, Twelfth Ocean und Iran Isfahan. Am 1. September 2012 erhielt es den Namen Sarvin. In der Werft Shahid Darvishi Marine Industries bei Bandar Abbas an der Straße von Hormus erfolgte ab Juli 2021 der Umbau zum Kriegsschiff. Die Shahid Mahdavi wurde im März 2023 mit einer Zeremonie in Anwesenheit von Generalmajor Hossein Salami, Kommandeur der Islamischen Revolutionsgarde und Konteradmiral Alireza Tangsiri, Kommandeur der IRGCN, in Dienst gestellt. Konteradmiral Tangsiri hob die Bewaffnung des Schiffes hervor und verwies auf die Marschflugkörper Qadr 474 mit einer Reichweite von 2000 Kilometern. Generalmajor Salami hatte zuvor erklärt, dass die Raketenträger-Kriegsschiffe den Einflussbereich und die Seemacht der IRGC bis zu jedem gewünschten Ort auf der Welt erweitern. „Unsere Hochseekriegsschiffe können an jedem Ort der Welt präsent sein, und wenn wir von ihnen aus Raketen abfeuern können, gibt es folglich keinen sicheren Ort für jemanden, der uns unsicher machen will“, erklärte der IRGC-Chef. Im Februar 2024 wurde erstmals der Abschuss von Mittelstreckenraketen von Bord getestet, die Ziele in etwa 1700 Kilometern Entfernung erreichen können.
Im Mai 2024 brach das Schiff zu seiner ersten Langstreckenmission auf.